# Formula 1 – sezona 1992.
| FIA Svjetsko prvenstvo Formule 1 1992. | FIA Svjetsko prvenstvo Formule 1 1992. |
|                                        | Prvak                                  |
| -------------------------------------- | -------------------------------------- |
| Vozač                                  | Nigel Mansell (Williams-Renault)       |
| Konstruktor                            | Williams-Renault                       |
| Prethodna sezona                       | Sljedeća sezona                        |
| 1991.                                  | 1993.                                  |

Formula 1 – sezona 1992. je bila 43. sezona u prvenstvu Formule 1. Vozilo se 16 utrka u periodu od 1. ožujka do 8. studenog 1992. godine. Svjetski prvak je postao Nigel Mansell, a konstruktorski prvak Williams-Renault. Ovo je bila prva sezona u Formuli 1 za Damona Hilla. 

## Vozači i konsturktori
| Konstruktor / Momčad                               | Šasija                           | Motor                       | Gume | Broj | Vozači               | Utrke      |
| -------------------------------------------------- | -------------------------------- | --------------------------- | ---- | ---- | -------------------- | ---------- |
| McLaren-Honda Honda Marlboro McLaren               | McLaren MP4/6B                   | Honda RA122E V12 3.5        | G    | 1    | Ayrton Senna         | 1-2        |
| McLaren-Honda Honda Marlboro McLaren               | McLaren MP4/6B                   | Honda RA122E V12 3.5        | G    | 2    | Gerhard Berger       | 1-2        |
| McLaren-Honda Honda Marlboro McLaren               | McLaren MP4/7A                   | Honda RA122E V12 3.5        | G    | 1    | Ayrton Senna         | 3-16       |
| McLaren-Honda Honda Marlboro McLaren               | McLaren MP4/7A                   | Honda RA122E V12 3.5        | G    | 2    | Gerhard Berger       | 3-16       |
| Tyrrell-Ilmor Tyrrell Racing Organisation          | Tyrrell 020B                     | Ilmor LH10 V10 3.5          | G    | 3    | Olivier Grouillard   | Sve        |
| Tyrrell-Ilmor Tyrrell Racing Organisation          | Tyrrell 020B                     | Ilmor LH10 V10 3.5          | G    | 4    | Andrea de Cesaris    | Sve        |
| Williams-Renault Canon Williams Team               | Williams FW14B                   | Renault RS3C V10 3.5        | G    | 5    | Nigel Mansell        | 1-10       |
| Williams-Renault Canon Williams Team               | Williams FW14B                   | Renault RS3C V10 3.5        | G    | 6    | Riccardo Patrese     | 1-10       |
| Williams-Renault Canon Williams Team               | Williams FW14B                   | Renault RS4 V10 3.5         | G    | 5    | Nigel Mansell        | 11-16      |
| Williams-Renault Canon Williams Team               | Williams FW14B                   | Renault RS4 V10 3.5         | G    | 6    | Riccardo Patrese     | 11-16      |
| Brabham-Judd Motor Racing Developments Ltd         | Brabham BT60B                    | Judd GV V10 3.5             | G    | 7    | Eric van de Poele    | 1-10       |
| Brabham-Judd Motor Racing Developments Ltd         | Brabham BT60B                    | Judd GV V10 3.5             | G    | 7    | Julian Bailey        | Nijedna    |
| Brabham-Judd Motor Racing Developments Ltd         | Brabham BT60B                    | Judd GV V10 3.5             | G    | 8    | Giovanna Amati       | 1-3        |
| Brabham-Judd Motor Racing Developments Ltd         | Brabham BT60B                    | Judd GV V10 3.5             | G    | 8    | Damon Hill           | 4-11       |
| Footwork-Mugen Honda Footwork Mugen Honda          | Footwork FA13                    | Mugen Honda MF-351H V10 3.5 | G    | 9    | Michele Alboreto     | Sve        |
| Footwork-Mugen Honda Footwork Mugen Honda          | Footwork FA13                    | Mugen Honda MF-351H V10 3.5 | G    | 10   | Aguri Suzuki         | Sve        |
| Lotus-Ford Cosworth Team Lotus                     | Lotus 102D                       | Ford Cosworth HB V8 3.5     | G    | 11   | Mika Häkkinen        | 1-5        |
| Lotus-Ford Cosworth Team Lotus                     | Lotus 102D                       | Ford Cosworth HB V8 3.5     | G    | 12   | Johnny Herbert       | 1-4        |
| Lotus-Ford Cosworth Team Lotus                     | Lotus 107                        | Ford Cosworth HB V8 3.5     | G    | 11   | Mika Häkkinen        | 6-16       |
| Lotus-Ford Cosworth Team Lotus                     | Lotus 107                        | Ford Cosworth HB V8 3.5     | G    | 12   | Johnny Herbert       | 5-16       |
| Fondmetal-Ford Cosworth Fondmetal F1               | Fondmetal GR01 Fondmetal GR02    | Ford Cosworth HB V8 3.5     | G    | 14   | Andrea Chiesa        | 1-10       |
| Fondmetal-Ford Cosworth Fondmetal F1               | Fondmetal GR01 Fondmetal GR02    | Ford Cosworth HB V8 3.5     | G    | 14   | Eric van de Poele    | 11-13      |
| Fondmetal-Ford Cosworth Fondmetal F1               | Fondmetal GR01 Fondmetal GR02    | Ford Cosworth HB V8 3.5     | G    | 15   | Gabriele Tarquini    | 1-13       |
| March-Ilmor March F1                               | March CG911B                     | Ilmor LH10 V10 3.5          | G    | 16   | Karl Wendlinger      | 1-14       |
| March-Ilmor March F1                               | March CG911B                     | Ilmor LH10 V10 3.5          | G    | 16   | Jan Lammers          | 15-16      |
| March-Ilmor March F1                               | March CG911B                     | Ilmor LH10 V10 3.5          | G    | 17   | Paul Belmondo        | 1-11       |
| March-Ilmor March F1                               | March CG911B                     | Ilmor LH10 V10 3.5          | G    | 17   | Emanuele Naspetti    | 12-16      |
| Benetton-Ford Cosworth Camel Benetton Ford         | Benetton B191B                   | Ford Cosworth HB V8 3.5     | G    | 19   | Michael Schumacher   | 1-3        |
| Benetton-Ford Cosworth Camel Benetton Ford         | Benetton B191B                   | Ford Cosworth HB V8 3.5     | G    | 20   | Martin Brundle       | 1-3        |
| Benetton-Ford Cosworth Camel Benetton Ford         | Benetton B192                    | Ford Cosworth HB V8 3.5     | G    | 19   | Michael Schumacher   | 4-16       |
| Benetton-Ford Cosworth Camel Benetton Ford         | Benetton B192                    | Ford Cosworth HB V8 3.5     | G    | 20   | Martin Brundle       | 4-16       |
| Dallara-Ferrari BMS Scuderia Italia                | Dallara 192                      | Ferrari 037 V12 3.5         | G    | 21   | JJ Lehto             | Sve        |
| Dallara-Ferrari BMS Scuderia Italia                | Dallara 192                      | Ferrari 037 V12 3.5         | G    | 22   | Pierluigi Martini    | Sve        |
| Minardi-Lamborghini Minardi F1 Team                | Minardi M191B                    | Lamborghini 3512 V12 3.5    | G    | 23   | Christian Fittipaldi | 1-4        |
| Minardi-Lamborghini Minardi F1 Team                | Minardi M191B                    | Lamborghini 3512 V12 3.5    | G    | 24   | Gianni Morbidelli    | 1-4        |
| Minardi-Lamborghini Minardi F1 Team                | Minardi M192                     | Lamborghini 3512 V12 3.5    | G    | 23   | Christian Fittipaldi | 5-7, 13-15 |
| Minardi-Lamborghini Minardi F1 Team                | Minardi M192                     | Lamborghini 3512 V12 3.5    | G    | 23   | Alessandro Zanardi   | 10         |
| Minardi-Lamborghini Minardi F1 Team                | Minardi M192                     | Lamborghini 3512 V12 3.5    | G    | 24   | Gianni Morbidelli    | 5-16       |
| Ligier-Renault Ligier Gitanes Blondes              | Ligier JS37                      | Renault RS3C V10 3.5        | G    | 25   | Thierry Boutsen      | Sve        |
| Ligier-Renault Ligier Gitanes Blondes              | Ligier JS37                      | Renault RS3C V10 3.5        | G    | 26   | Érik Comas           | Sve        |
| Ferrari Scuderia Ferrari SpA                       | Ferrari F92A                     | Ferrari 040 V12 3.5         | G    | 27   | Jean Alesi           | 1-11       |
| Ferrari Scuderia Ferrari SpA                       | Ferrari F92A                     | Ferrari 040 V12 3.5         | G    | 28   | Ivan Capelli         | 1-12       |
| Ferrari Scuderia Ferrari SpA                       | Ferrari F92A                     | Ferrari 040 V12 3.5         | G    | 28   | Nicola Larini        | 15-16      |
| Ferrari Scuderia Ferrari SpA                       | Ferrari F92AT                    | Ferrari 040 V12 3.5         | G    | 27   | Jean Alesi           | 12-16      |
| Ferrari Scuderia Ferrari SpA                       | Ferrari F92AT                    | Ferrari 040 V12 3.5         | G    | 28   | Ivan Capelli         | 13-14      |
| Venturi-Lamborghini Central Park Venturi Larrousse | Venturi LC92                     | Lamborghini 3512 V12 3.5    | G    | 29   | Bertrand Gachot      | Sve        |
| Venturi-Lamborghini Central Park Venturi Larrousse | Venturi LC92                     | Lamborghini 3512 V12 3.5    | G    | 30   | Ukyo Katayama        | Sve        |
| Jordan-Yamaha Sasol Jordan Yamaha                  | Jordan 192                       | Yamaha OX99 V12 3.5         | G    | 32   | Stefano Modena       | Sve        |
| Jordan-Yamaha Sasol Jordan Yamaha                  | Jordan 192                       | Yamaha OX99 V12 3.5         | G    | 33   | Mauricio Gugelmin    | Sve        |
| Andrea Moda-Judd Andrea Moda Formula               | Andrea Moda C4B Andrea Moda S921 | Judd GV V10 3.5             | G    | 34   | Alex Caffi           | 1-2        |
| Andrea Moda-Judd Andrea Moda Formula               | Andrea Moda C4B Andrea Moda S921 | Judd GV V10 3.5             | G    | 34   | Roberto Moreno       | 3-12       |
| Andrea Moda-Judd Andrea Moda Formula               | Andrea Moda C4B Andrea Moda S921 | Judd GV V10 3.5             | G    | 35   | Enrico Bertaggia     | 1-2        |
| Andrea Moda-Judd Andrea Moda Formula               | Andrea Moda C4B Andrea Moda S921 | Judd GV V10 3.5             | G    | 35   | Perry McCarthy       | 3-12       |

## Utrke
|     | Utrka                                             | 1.                                        | 2.                                        | 3.                                        |
| --- | ------------------------------------------------- | ----------------------------------------- | ----------------------------------------- | ----------------------------------------- |
|     |                                                   |                                           |                                           |                                           |
| 1.  | VN Južne Afrike, Kyalami 1. ožujka 1992.          | Nigel Mansell Williams-Renault            | Riccardo Patrese Williams-Renault         | Ayrton Senna McLaren-Honda                |
| 2.  | VN Meksika, Mexico 22. ožujka 1992.               | Nigel Mansell Williams-Renault            | Riccardo Patrese Williams-Renault         | Michael Schumacher Benetton-Ford Cosworth |
| 3.  | VN Brazila, Interlagos 5. travnja 1992.           | Nigel Mansell Williams-Renault            | Riccardo Patrese Williams-Renault         | Michael Schumacher Benetton-Ford Cosworth |
| 4.  | VN Španjolske, Catalunya 3. svibnja 1992.         | Nigel Mansell Williams-Renault            | Michael Schumacher Benetton-Ford Cosworth | Jean Alesi Ferrari                        |
| 5.  | VN San Marina, Imola 17. svibnja 1992.            | Nigel Mansell Williams-Renault            | Riccardo Patrese Williams-Renault         | Ayrton Senna McLaren-Honda                |
| 6.  | VN Monaka, Monte Carlo 31. svibnja 1992.          | Ayrton Senna McLaren-Honda                | Nigel Mansell Williams-Renault            | Riccardo Patrese Williams-Renault         |
| 7.  | VN Kanade, Montreal 14. lipnja 1992.              | Gerhard Berger McLaren-Honda              | Michael Schumacher Benetton-Ford Cosworth | Jean Alesi Ferrari                        |
| 8.  | VN Francuske, Magny-Cours 5. srpnja 1992.         | Nigel Mansell Williams-Renault            | Riccardo Patrese Williams-Renault         | Martin Brundle Benetton-Ford Cosworth     |
| 9.  | VN Velike Britanije, Silverstone 12. srpnja 1992. | Nigel Mansell Williams-Renault            | Riccardo Patrese Williams-Renault         | Martin Brundle Benetton-Ford Cosworth     |
| 10. | VN Njemačke, Hockenheim 26. srpnja 1992.          | Nigel Mansell Williams-Renault            | Ayrton Senna McLaren-Honda                | Michael Schumacher Benetton-Ford Cosworth |
| 11. | VN Mađarske, Hungaroring 16. kolovoza 1992.       | Ayrton Senna McLaren-Honda                | Nigel Mansell Williams-Renault            | Gerhard Berger McLaren-Honda              |
| 12. | VN Belgije, Spa-Francorchamps 30. kolovoza 1992.  | Michael Schumacher Benetton-Ford Cosworth | Nigel Mansell Williams-Renault            | Riccardo Patrese Williams-Renault         |
| 13. | VN Italije, Monza 13. rujna 1992.                 | Ayrton Senna McLaren-Honda                | Martin Brundle Benetton-Ford Cosworth     | Michael Schumacher Benetton-Ford Cosworth |
| 14. | VN Portugala, Estoril 27. rujna 1992.             | Nigel Mansell Williams-Renault            | Gerhard Berger McLaren-Honda              | Ayrton Senna McLaren-Honda                |
| 15. | VN Japana, Suzuka 25. listopada 1992.             | Riccardo Patrese Williams-Renault         | Gerhard Berger McLaren-Honda              | Martin Brundle Benetton-Ford Cosworth     |
| 16. | VN Australije, Adelaide 8. studenog 1992.         | Gerhard Berger McLaren-Honda              | Michael Schumacher Benetton-Ford Cosworth | Martin Brundle Benetton-Ford Cosworth     |
|     |                                                   |                                           |                                           |                                           |

## Konačni poredak

### Vozači
| Poz. | Vozač                | RSA | MEX | BRA | ESP | SMR | MON | CAN | FRA | GBR  | GER  | HUN  | BEL | ITA | POR | JPN | AUS | Bodovi |
| ---- | -------------------- | --- | --- | --- | --- | --- | --- | --- | --- | ---- | ---- | ---- | --- | --- | --- | --- | --- | ------ |
| 1.   | Nigel Mansell        | 1   | 1   | 1   | 1   | 1   | 2   | Ret | 1   | 1    | 1    | 2    | 2   | Ret | 1   | Ret | Ret | 108    |
| 2.   | Riccardo Patrese     | 2   | 2   | 2   | Ret | 2   | 3   | Ret | 2   | 2    | 8    | Ret  | 3   | 5   | Ret | 1   | Ret | 56     |
| 3.   | Michael Schumacher   | 4   | 3   | 3   | 2   | Ret | 4   | 2   | Ret | 4    | 3    | Ret  | 1   | 3   | 7   | Ret | 2   | 53     |
| 4.   | Ayrton Senna         | 3   | Ret | Ret | 9   | 3   | 1   | Ret | Ret | Ret  | 2    | 1    | 5   | 1   | 3   | Ret | Ret | 50     |
| 5.   | Gerhard Berger       | 5   | 4   | Ret | 4   | Ret | Ret | 1   | Ret | 5    | Ret  | 3    | Ret | 4   | 2   | 2   | 1   | 49     |
| 6.   | Martin Brundle       | Ret | Ret | Ret | Ret | 4   | 5   | Ret | 3   | 3    | 4    | 5    | 4   | 2   | 4   | 3   | 3   | 38     |
| 7.   | Jean Alesi           | Ret | Ret | 4   | 3   | Ret | Ret | 3   | Ret | Ret  | 5    | Ret  | Ret | Ret | Ret | 5   | 4   | 18     |
| 8.   | Mika Häkkinen        | 9   | 6   | 10  | Ret | DNQ | Ret | Ret | 4   | 6    | Ret  | 4    | 6   | Ret | 5   | Ret | 7   | 11     |
| 9.   | Andrea de Cesaris    | Ret | 5   | Ret | Ret | 14  | Ret | 5   | Ret | Ret  | Ret  | 8    | 8   | 6   | 9   | 4   | Ret | 8      |
| 10.  | Michele Alboreto     | 10  | 13  | 6   | 5   | 5   | 7   | 7   | 7   | 7    | 9    | 7    | Ret | 7   | 6   | 15  | Ret | 6      |
| 11.  | Érik Comas           | 7   | 9   | Ret | Ret | 9   | 10  | 6   | 5   | 8    | 6    | Ret  | DNQ | Ret | Ret | Ret | Ret | 4      |
| 12.  | Karl Wendlinger      | Ret | Ret | Ret | 8   | 12  | Ret | 4   | Ret | Ret  | 16   | Ret  | 11  | 10  | Ret |     |     | 3      |
| 13.  | Ivan Capelli         | Ret | Ret | 5   | 10  | Ret | Ret | Ret | Ret | 9    | Ret  | 6    | Ret | Ret | Ret |     |     | 3      |
| 14.  | Thierry Boutsen      | Ret | 10  | Ret | Ret | Ret | 12  | 10  | Ret | 10   | 7    | Ret  | Ret | Ret | 8   | Ret | 5   | 2      |
| 15.  | Johnny Herbert       | 6   | 7   | Ret | Ret | Ret | Ret | Ret | 6   | Ret  | Ret  | Ret  | 13  | Ret | Ret | Ret | 13  | 2      |
| 16.  | Pierluigi Martini    | Ret | Ret | Ret | 6   | 6   | Ret | 8   | 10  | 15   | 11   | Ret  | Ret | 8   | Ret | 10  | Ret | 2      |
| 17.  | Stefano Modena       | DNQ | Ret | Ret | DNQ | Ret | Ret | Ret | Ret | Ret  | DNQ  | Ret  | 15  | DNQ | 13  | 7   | 6   | 1      |
| 18.  | Christian Fittipaldi | Ret | Ret | Ret | 11  | Ret | 8   | 13  | DNQ |      |      |      | DNQ | DNQ | 12  | 6   | 9   | 1      |
| 19.  | Bertrand Gachot      | Ret | 11  | Ret | Ret | Ret | 6   | DSQ | Ret | Ret  | 14   | Ret  | 18  | Ret | Ret | Ret | Ret | 1      |
| 20.  | Aguri Suzuki         | 8   | DNQ | Ret | 7   | 10  | 11  | DNQ | Ret | 12   | Ret  | Ret  | 9   | Ret | 10  | 8   | 8   | 0      |
| 21.  | JJ Lehto             | Ret | 8   | 8   | Ret | 11  | 9   | 9   | 9   | 13   | 10   | DNQ  | 7   | 11  | Ret | 9   | Ret | 0      |
| 22.  | Gianni Morbidelli    | Ret | Ret | 7   | Ret | Ret | Ret | 11  | 8   | 17   | 12   | DNQ  | 16  | Ret | 14  | 14  | 10  | 0      |
| 23.  | Mauricio Gugelmin    | 11  | Ret | Ret | Ret | 7   | Ret | Ret | Ret | Ret  | 15   | 10   | 14  | Ret | Ret | Ret | Ret | 0      |
| 24.  | Olivier Grouillard   | Ret | Ret | Ret | Ret | 8   | Ret | 12  | 11  | 11   | Ret  | Ret  | Ret | Ret | Ret | Ret | Ret | 0      |
| 25.  | Ukyo Katayama        | 12  | 12  | 9   | DNQ | Ret | DNQ | Ret | Ret | Ret  | Ret  | Ret  | 17  | 9   | Ret | 11  | Ret | 0      |
| 26.  | Paul Belmondo        | DNQ | DNQ | DNQ | 12  | 13  | DNQ | 14  | DNQ | DNQ  | 13   | 9    |     |     |     |     |     | 0      |
| 27.  | Eric van de Poele    | 13  | DNQ | DNQ | DNQ | DNQ | DNQ | DNQ | DNQ | WD   | DNQ  | Ret  | 10  | Ret |     |     |     | 0      |
| 28.  | Emanuele Naspetti    |     |     |     |     |     |     |     |     |      |      |      | 12  | Ret | 11  | 13  | Ret | 0      |
| 29.  | Nicola Larini        |     |     |     |     |     |     |     |     |      |      |      |     |     |     | 12  | 11  | 0      |
| 30.  | Damon Hill           |     |     |     | DNQ | DNQ | DNQ | DNQ |     | 16   | DNQ  | 11   |     |     |     |     |     | 0      |
| 31.  | Jan Lammers          |     |     |     |     |     |     |     |     |      |      |      |     |     |     | Ret | 12  | 0      |
| 32.  | Gabriele Tarquini    | Ret | Ret | Ret | Ret | Ret | Ret | Ret | Ret | 14   | Ret  | Ret  | Ret | Ret |     |     |     | 0      |
| —    | Andrea Chiesa        | DNQ | Ret | DNQ | Ret | DNQ | DNQ | DNQ | Ret | DNQ  | DNQ  |      |     |     |     |     |     | 0      |
| —    | Roberto Moreno       |     |     |     | DNQ | DNQ | Ret |     |     | DNPQ | DNPQ | DNPQ | DNQ |     |     |     |     | 0      |
| —    | Alessandro Zanardi   |     |     |     |     |     |     |     |     | DNQ  | Ret  | DNQ  |     |     |     |     |     | 0      |
| —    | Perry McCarthy       |     |     |     |     |     |     |     |     |      |      |      | DNQ |     |     |     |     | 0      |
| —    | Giovanna Amati       | DNQ | DNQ | DNQ |     |     |     |     |     |      |      |      |     |     |     |     |     | 0      |
| Poz. | Vozač                | RSA | MEX | BRA | ESP | SMR | MON | CAN | FRA | GBR  | GER  | HUN  | BEL | ITA | POR | JPN | AUS | Bodovi |

| Boja       | Rezultat                   | Oznaka boje |
| ---------- | -------------------------- | ----------- |
| Zlato      | 1. mjesto                  | #FFFFBF     |
| Srebro     | 2. mjesto                  | #DFDFDF     |
| Bronca     | 3. mjesto                  | #FFDF9F     |
| Zeleno     | U cilju osvojivši bodove   | #DFFFDF     |
| Plavo      | U cilju bez bodova         | #CFCFFF     |
| Ljubičasto | Nije završio utrku (Ret)   | #EFCFFF     |
| Ljubičasto | Nije klasificiran (NC)     | #EFCFFF     |
| Crveno     | Nije se kvalificirao (DNQ) | #FFCFCF     |
| Crno       | Diskvalificaran (DSQ)      | #000000     |
| Bijelo     | Nije startao (DNS)         | #FFFFFF     |
| Bez boje   | Nije sudjelovao            |             |
| Bez boje   | Bolovanje (INJ)            |             |
| Bez boje   | Isključen (EX)             |             |

### Konstruktori
| Pozicija | Konstruktor             | Bodovi |
| -------- | ----------------------- | ------ |
| 1.       | Williams-Renault        | 164    |
| 2.       | McLaren-Honda           | 99     |
| 3.       | Benetton-Ford Cosworth  | 91     |
| 4.       | Ferrari                 | 21     |
| 5.       | Lotus-Ford Cosworth     | 13     |
| 6.       | Tyrrell-Ilmor           | 8      |
| 7.       | Footwork-Mugen Honda    | 6      |
| 8.       | Ligier-Renault          | 6      |
| 9.       | March-Ilmor             | 3      |
| 10.      | Dallara-Ferrari         | 2      |
| 11.      | Jordan-Yamaha           | 1      |
| 12.      | Minardi-Lamborghini     | 1      |
| 13.      | Venturi-Lamborghini     | 1      |
| 14.      | Fondmetal-Ford Cosworth | 0      |
| 15.      | Brabham-Judd            | 0      |
| 16.      | Andrea Moda-Judd        | 0      |

## Kvalifikacije
| Poz. | JAF          | MEK          | BRA          | ŠPA          | SMR          | MON          | KAN          | FRA          | Poz. |
| ---- | ------------ | ------------ | ------------ | ------------ | ------------ | ------------ | ------------ | ------------ | ---- |
| 1.   | Mansell      | Mansell      | Mansell      | Mansell      | Mansell      | Mansell      | Senna        | Mansell      | 1.   |
| 2.   | Senna        | Patrese      | Patrese      | Schumacher   | Patrese      | Patrese      | Patrese      | Patrese      | 2.   |
| 3.   | Berger       | Schumacher   | Senna        | Senna        | Senna        | Senna        | Mansell      | Senna        | 3.   |
| 4.   | Patrese      | Brundle      | Berger       | Patrese      | Berger       | Alesi        | Berger       | Berger       | 4.   |
| 5.   | Alesi        | Berger       | Schumacher   | Capelli      | Schumacher   | Berger       | Schumacher   | Schumacher   | 5.   |
| 6.   | Schumacher   | Senna        | Alesi        | Brundle      | Brundle      | Schumacher   | Herbert      | Alesi        | 6.   |
| 7.   | Wendlinger   | Lehto        | Brundle      | Berger       | Alesi        | Brundle      | Brundle      | Brundle      | 7.   |
| 8.   | Brundle      | Gugelmin     | Martini      | Alesi        | Capelli      | Capelli      | Alesi        | Capelli      | 8.   |
| 9.   | Capelli      | Martini      | Wendlinger   | Wendlinger   | Alboreto     | Herbert      | Capelli      | Boutsen      | 9.   |
| 10.  | De Cesaris   | Alesi        | Boutsen      | Comas        | Boutsen      | De Cesaris   | Häkkinen     | Comas        | 10.  |
| 11.  | Herbert      | De Cesaris   | Capelli      | De Cesaris   | Suzuki       | Alboreto     | Katayama     | Häkkinen     | 11.  |
| 12.  | Grouillard   | Herbert      | Modena       | Lehto        | Wendlinger   | Morbidelli   | Wendlinger   | Herbert      | 12.  |
| 13.  | Comas        | Gachot       | De Cesaris   | Martini      | Comas        | Gugelmin     | Morbidelli   | Gachot       | 13.  |
| 14.  | Boutsen      | Tarquini     | Alboreto     | Boutsen      | De Cesaris   | Häkkinen     | De Cesaris   | Alboreto     | 14.  |
| 15.  | Tarquini     | Modena       | Comas        | Grouillard   | Martini      | Gachot       | Martini      | Suzuki       | 15.  |
| 16.  | Suzuki       | Grouillard   | Lehto        | Alboreto     | Lehto        | Wendlinger   | Alboreto     | Morbidelli   | 16.  |
| 17.  | Alboreto     | Fittipaldi   | Grouillard   | Gugelmin     | Katayama     | Fittipaldi   | Modena       | Lehto        | 17.  |
| 18.  | Katayama     | Häkkinen     | Gachot       | Tarquini     | Gugelmin     | Martini      | Tarquini     | Katayama     | 18.  |
| 19.  | Morbidelli   | Wendlinger   | Tarquini     | Suzuki       | Gachot       | Suzuki       | Gachot       | De Cesaris   | 19.  |
| 20.  | Fittipaldi   | Capelli      | Fittipaldi   | Chiesa       | Grouillard   | Lehto        | Belmondo     | Modena       | 20.  |
| 21.  | Häkkinen     | Morbidelli   | Gugelmin     | Häkkinen     | Morbidelli   | Modena       | Boutsen      | Wendlinger   | 21.  |
| 22.  | Gachot       | Boutsen      | Suzuki       | Fittipaldi   | Tarquini     | Boutsen      | Comas        | Grouillard   | 22.  |
| 23.  | Gugelmin     | Chiesa       | Morbidelli   | Belmondo     | Modena       | Comas        | Lehto        | Tarquini     | 23.  |
| 24.  | Lehto        | Katayama     | Häkkinen     | Gachot       | Belmondo     | Grouillard   | Gugelmin     | Gugelmin     | 24.  |
| 25.  | Martini      | Alboreto     | Katayama     | Morbidelli   | Fittipaldi   | Tarquini     | Fittipaldi   | Martini      | 25.  |
| 26.  | Van de Poele | Comas        | Herbert      | Herbert      | Herbert      | Moreno       | Grouillard   | Chiesa       | 26.  |
| 27.  | Belmondo     | Suzuki       | Chiesa       | Katayama     | Häkkinen     | Van de Poele | Suzuki       | Belmondo     | 27.  |
| 28.  | Chiesa       | Belmondo     | Belmondo     | Van de Poele | Chiesa       | Hill         | Van de Poele | Fittipaldi   | 28.  |
| 29.  | Modena       | Van de Poele | Van de Poele | Modena       | Hill         | Chiesa       | Chiesa       | Van de Poele | 29.  |
| 30.  | Amati        | Amati        | Amati        | Hill         | Van de Poele | Belmondo     | Hill         | Hill         | 30.  |
| 31.  |              |              | Moreno       | Moreno       | Moreno       | Katayama     | Moreno       |              | 31.  |
| 32.  |              |              |              | McCarthy     | McCarthy     | McCarthy     | McCarthy     |              | 32.  |

| Poz. | VBR          | NJE          | MAĐ          | BEL          | ITA          | POR        | JAP        | AUS        | Poz. |
| ---- | ------------ | ------------ | ------------ | ------------ | ------------ | ---------- | ---------- | ---------- | ---- |
| 1.   | Mansell      | Mansell      | Patrese      | Mansell      | Mansell      | Mansell    | Mansell    | Mansell    | 1.   |
| 2.   | Patrese      | Patrese      | Mansell      | Senna        | Senna        | Patrese    | Patrese    | Senna      | 2.   |
| 3.   | Senna        | Senna        | Senna        | Schumacher   | Alesi        | Senna      | Senna      | Patrese    | 3.   |
| 4.   | Schumacher   | Berger       | Schumacher   | Patrese      | Patrese      | Berger     | Berger     | Berger     | 4.   |
| 5.   | Berger       | Alesi        | Berger       | Alesi        | Berger       | Schumacher | Schumacher | Schumacher | 5.   |
| 6.   | Brundle      | Schumacher   | Brundle      | Berger       | Schumacher   | Brundle    | Herbert    | Alesi      | 6.   |
| 7.   | Herbert      | Comas        | Alboreto     | Boutsen      | Capelli      | Häkkinen   | Häkkinen   | De Cesaris | 7.   |
| 8.   | Alesi        | Boutsen      | Boutsen      | Häkkinen     | Boutsen      | Alboreto   | Comas      | Brundle    | 8.   |
| 9.   | Häkkinen     | Brundle      | Alesi        | Brundle      | Brundle      | Herbert    | De Cesaris | Comas      | 9.   |
| 10.  | Comas        | Wendlinger   | Capelli      | Herbert      | Gachot       | Alesi      | Boutsen    | Häkkinen   | 10.  |
| 11.  | Gachot       | Herbert      | Comas        | Tarquini     | Häkkinen     | Boutsen    | Larini     | Alboreto   | 11.  |
| 12.  | Alboreto     | Capelli      | Tarquini     | Capelli      | Morbidelli   | De Cesaris | Fittipaldi | Herbert    | 12.  |
| 13.  | Boutsen      | Häkkinen     | Herbert      | De Cesaris   | Herbert      | Gachot     | Brundle    | Grouillard | 13.  |
| 14.  | Capelli      | Grouillard   | Suzuki       | Alboreto     | Lehto        | Comas      | Morbidelli | Martini    | 14.  |
| 15.  | Tarquini     | Suzuki       | Gachot       | Van de Poele | Comas        | Grouillard | Alesi      | Modena     | 15.  |
| 16.  | Katayama     | Katayama     | Häkkinen     | Lehto        | Alboreto     | Capelli    | Suzuki     | Morbidelli | 16.  |
| 17.  | Suzuki       | Alboreto     | Belmondo     | Modena       | Wendlinger   | Suzuki     | Modena     | Fittipaldi | 17.  |
| 18.  | De Cesaris   | Martini      | Van de Poele | Wendlinger   | Grouillard   | Morbidelli | Gachot     | Suzuki     | 18.  |
| 19.  | Lehto        | Tarquini     | De Cesaris   | Martini      | Suzuki       | Lehto      | Martini    | Larini     | 19.  |
| 20.  | Grouillard   | De Cesaris   | Katayama     | Gachot       | Tarquini     | Gugelmin   | Katayama   | Gugelmin   | 20.  |
| 21.  | Wendlinger   | Lehto        | Gugelmin     | Naspetti     | De Cesaris   | Martini    | Grouillard | Gachot     | 21.  |
| 22.  | Martini      | Belmondo     | Grouillard   | Grouillard   | Martini      | Wendlinger | Lehto      | Boutsen    | 22.  |
| 23.  | Modena       | Gugelmin     | Wendlinger   | Morbidelli   | Katayama     | Naspetti   | Lammers    | Naspetti   | 23.  |
| 24.  | Gugelmin     | Zanardi      | Modena       | Gugelmin     | Naspetti     | Modena     | Alboreto   | Lehto      | 24.  |
| 25.  | Morbidelli   | Gachot       | Hill         | Suzuki       | Van de Poele | Katayama   | Gugelmin   | Lammers    | 25.  |
| 26.  | Hill         | Morbidelli   | Martini      | Katayama     | Gugelmin     | Fittipaldi | Naspetti   | Katayama   | 26.  |
| 27.  | Zanardi      | Modena       | Morbidelli   | Fittipaldi   | Fittipaldi   |            |            |            | 27.  |
| 28.  | Belmondo     | Van de Poele | Lehto        | Moreno       | Modena       |            |            |            | 28.  |
| 29.  | Chiesa       | Chiesa       | Zanardi      | McCarthy     |              |            |            |            | 29.  |
| 30.  | Van de Poele | Hill         | Moreno       | Comas        |              |            |            |            | 30.  |
| 31.  | Moreno       | Moreno       | McCarthy     |              |              |            |            |            | 31.  |
| 32.  | McCarthy     | McCarthy     |              |              |              |            |            |            | 32.  |

## Statistike
| Vozač              | Postolja  | Postolja  | Postolja  | Prvo startno mjesto | Najbrži krug | Krugovi u vodstvu |
| Vozač              | 1. mjesto | 2. mjesto | 3. mjesto | Prvo startno mjesto | Najbrži krug | Krugovi u vodstvu |
| ------------------ | --------- | --------- | --------- | ------------------- | ------------ | ----------------- |
| Nigel Mansell      | 9         | 3         | -         | 14                  | 8            | 694               |
| Ayrton Senna       | 3         | 1         | 3         | 1                   | 1            | 95                |
| Gerhard Berger     | 2         | 2         | 1         | -                   | 2            | 63                |
| Riccardo Patrese   | 1         | 6         | 2         | 1                   | 3            | 173               |
| Michael Schumacher | 1         | 3         | 4         | -                   | 2            | 11                |
| Martin Brundle     | -         | 1         | 4         | -                   | -            | -                 |
| Jean Alesi         | -         | -         | 2         | -                   | -            | -                 |

| Konstruktor      | Postolja  | Postolja  | Postolja  | Prvo startno mjesto | Najbrži krug | Krugovi u vodstvu |
| Konstruktor      | 1. mjesto | 2. mjesto | 3. mjesto | Prvo startno mjesto | Najbrži krug | Krugovi u vodstvu |
| ---------------- | --------- | --------- | --------- | ------------------- | ------------ | ----------------- |
| Williams-Renault | 10        | 9         | 2         | 15                  | 11           | 867               |
| McLaren-Honda    | 5         | 3         | 4         | 1                   | 3            | 158               |
| Benetton-Ford    | 1         | 4         | 8         | -                   | 2            | 11                |
| Ferrari          | -         | -         | 2         | -                   | -            | -                 |

### Vodeći vozač i konstruktor u prvenstvu
U rubrici bodovi, prikazana je bodovna prednost vodećeg vozača / konstruktora ispred drugoplasiranog, dok je žutom bojom označena utrka na kojoj je vozač / konstruktor osvojio naslov prvaka.
| Utrka               | Vozač         | Bodovi |
| ------------------- | ------------- | ------ |
| VN Južne Afrike     | Nigel Mansell | 4      |
| VN Meksika          | Nigel Mansell | 8      |
| VN Brazila          | Nigel Mansell | 12     |
| VN Španjolske       | Nigel Mansell | 22     |
| VN San Marina       | Nigel Mansell | 26     |
| VN Monaka           | Nigel Mansell | 28     |
| VN Kanade           | Nigel Mansell | 28     |
| VN Francuske        | Nigel Mansell | 32     |
| VN Velike Britanije | Nigel Mansell | 36     |
| VN Njemačke         | Nigel Mansell | 46     |
| VN Mađarske         | Nigel Mansell | 52     |
| VN Belgije          | Nigel Mansell | 54     |
| VN Italije          | Nigel Mansell | 51     |
| VN Portugala        | Nigel Mansell | 58     |
| VN Japana           | Nigel Mansell | 52     |
| VN Australije       | Nigel Mansell | 52     |

| Utrka               | Konstruktor      | Bodovi |
| ------------------- | ---------------- | ------ |
| VN Južne Afrike     | Williams-Renault | 10     |
| VN Meksika          | Williams-Renault | 23     |
| VN Brazila          | Williams-Renault | 37     |
| VN Španjolske       | Williams-Renault | 41     |
| VN San Marina       | Williams-Renault | 54     |
| VN Monaka           | Williams-Renault | 58     |
| VN Kanade           | Williams-Renault | 48     |
| VN Francuske        | Williams-Renault | 64     |
| VN Velike Britanije | Williams-Renault | 74     |
| VN Njemačke         | Williams-Renault | 77     |
| VN Mađarske         | Williams-Renault | 74     |
| VN Belgije          | Williams-Renault | 78     |
| VN Italije          | Williams-Renault | 70     |
| VN Portugala        | Williams-Renault | 71     |
| VN Japana           | Williams-Renault | 75     |
| VN Australije       | Williams-Renault | 65     |

## Vanjske poveznice
- Formula 1 1992. - StatsF1